# Misericordia di Campo di Marte
La Confraternita di Misericordia San Pietro Martire - Campo di Marte (i cui membri usano abbreviare il nome in Misericordia SPM o semplicemente SPM) è un'associazione del volontariato facente parte delle Misericordie, originatesi a Firenze nel 1244. Pur essendo un'associazione di ispirazione cattolica, l'iscrizione è libera a qualsiasi cittadino indipendentemente dal suo credo religioso o politico. Come per tutte le altre Misericordie, svolge attività nel campo dei servizi sanitari di primo soccorso e dei servizi sociali.

## Storia

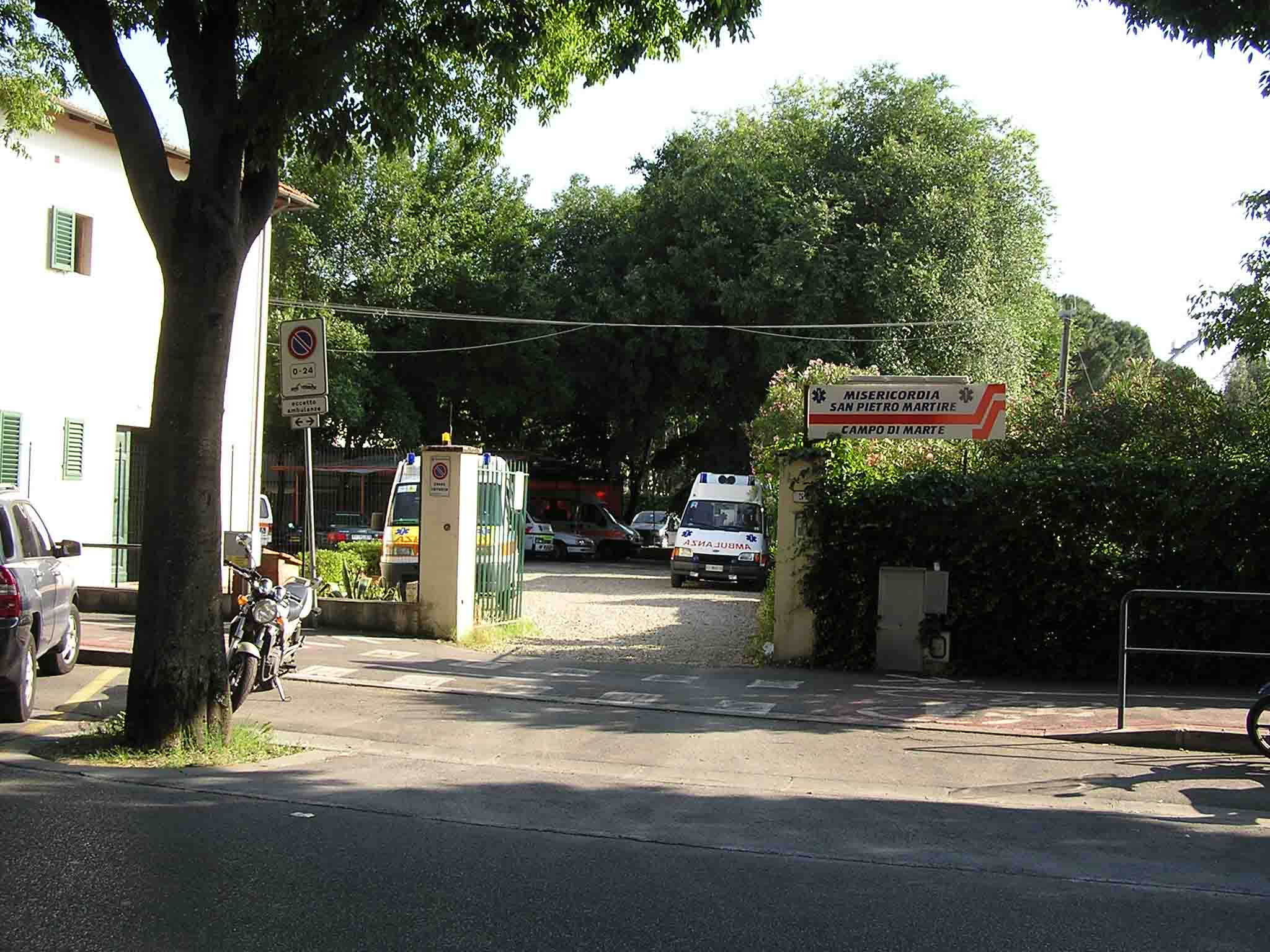
L'ingresso della sede

Pur iscrivendosi nel solco secolare della tradizione fiorentina delle Misericordie, diffuse oramai in tutto il territorio nazionale, la Confraternita di Misericordia San Pietro Martire è una delle più recenti filiazioni di tale movimento, essendo stata fondata a metà degli anni ottanta a Firenze, nel quartiere del Campo di Marte per iniziativa di alcuni volontari già appartenenti alla Venerabile Arciconfraternita della Misericordia di Firenze. La data ufficiale di costituzione della Misericordia SPM è il 7 novembre 1986. Per sottolineare la sua appartenenza ad un movimento di tradizione secolare, i membri fondatori vollero ricordare nel nome stesso dell'associazione colui che, secondo la tradizione, costituì la prima Misericordia, ovvero San Pietro martire; la lunghissima denominazione ufficiale dell'associazione ha dato origine comuni abbreviazioni di cui sopra, usate oramai anche nelle diciture di riconoscimento presenti sulle fiancate degli automezzi adibiti al servizi (autoambulanze, pulmini e automobili).
Dopo i primi stentati inizi, durante i quali la Misericordia SPM dovette far fronte alla mancanza di una sede stabile ed alla penuria di automezzi specifici, dal 15 aprile 1987 essa trovò una sede definitiva nel Viale Pasquale Paoli 5, presso lo Stadio comunale "Artemio Franchi", dapprima con sistemazioni di fortuna (roulotte e containers), poi in una palazzina concessa in uso dal Comune di Firenze, debitamente ristrutturata. Attualmente la Misericordia SPM è una realtà consolidata nel quartiere di appartenenza, con oltre 20 automezzi tra autoambulanze (ordinarie e di emergenza), pulmini attrezzati per il trasporto dei diversamente abili e automobili.

## Attività
I servizi svolti dalla Misericordia SPM, rivolti in primis alla popolazione del quartiere di appartenenza ma che si estendono anche a tutta la città ed all'esterno, riguardano essenzialmente il trasporto sanitario ordinario, il servizio di emergenza sanitaria (la Misericordia SPM fa parte del coordinamento "Firenze Soccorso" afferente al 118) mediante ambulanza Basic Life Support (BLS) e il servizio di trasporto e assistenza sociale (diversamente abili e anziani).
La Misericordia SPM è inserita anche nella rete toscana dei trapianti, assicurando il trasporto urgente di organi e campioni biologici tra i vari presidi sanitari della regione; svolge inoltre servizi di trasporto a lunga percorrenza in tutta Italia ed in Europa mediante un'autoambulanza adibita specificamente a tale scopo.

## Caratteristiche
Sin dalla sua fondazione, la Misericordia SPM si è resa nota tra le Misericordie dell'area fiorentina per alcuni suoi atteggiamenti innovativi, che taluno non ha esitato a definire anticonformisti. Ad esempio, è stata la prima Misericordia, sin dagli inizi, a dotarsi di un abbigliamento di servizio moderno, funzionale ed ispirato a principi di sicurezza stradale ben prima che la legge lo prevedesse; purtuttavia, essa mantiene la tradizionale "veste nera" per le cerimonie, ad esempio per la vestizione di nuove consorelle e confratelli. L'attuale divisa di servizio invernale prevede pantaloni e giubbotto giallo-verde con bande rifrangenti, e una maglia di pile di colore verde; quella estiva rimane invariata sostituendo però la maglia invernale con una maglia a maniche corte.
Nel 1992, la Misericordia SPM è stata la prima ad avviare sul territorio fiorentino un esperimento di automedica, istituendo la cosiddetta VOLMED (acronimo per VOLante MEDica). Tale esperimento si è rivelato poi assai utile per la costituzione dell'attuale servizio di Automedica gestito dal 118 e dalle associazioni di zona.
Attualmente svolge circa 15.000 servizi annui, con turnazione notturna del servizio di emergenza con le altre associazioni di zona.
Presidente dell'associazione è dal 2024 il dott. Giacomo Paoletti, affiancato da un consiglio direttivo di sette elementi.

## Altre immagini

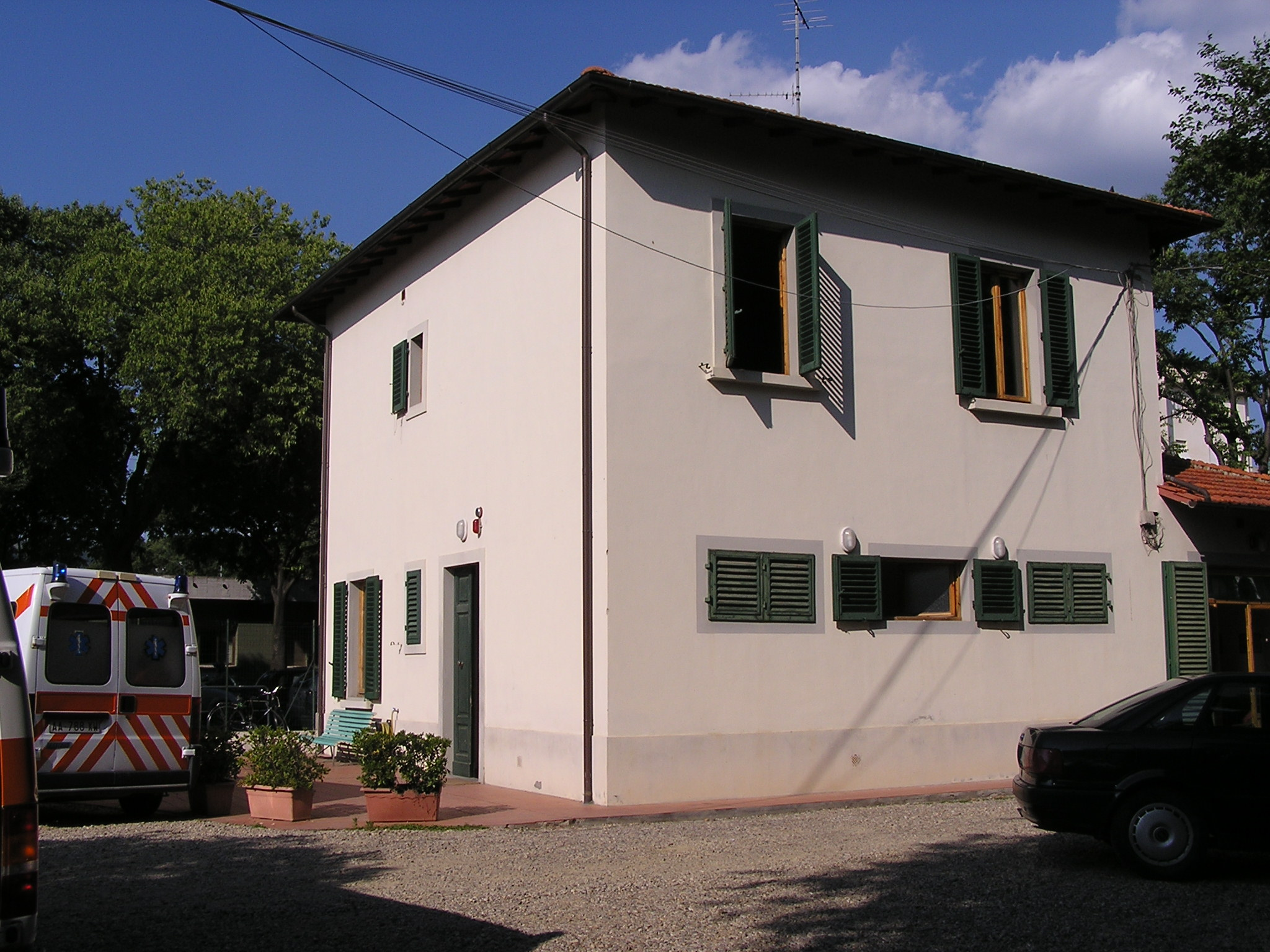
La sede d'estate
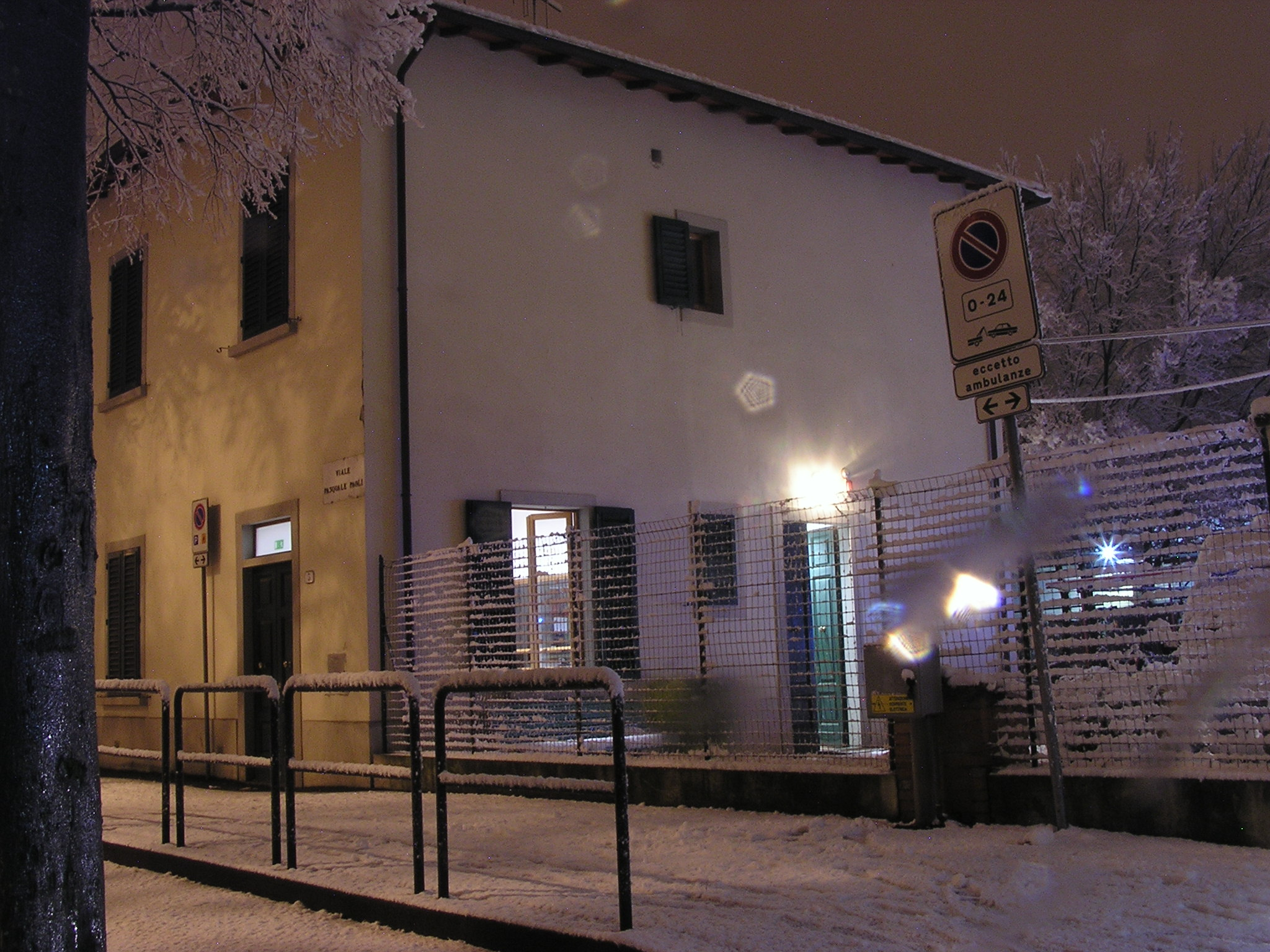
La sede d'inverno
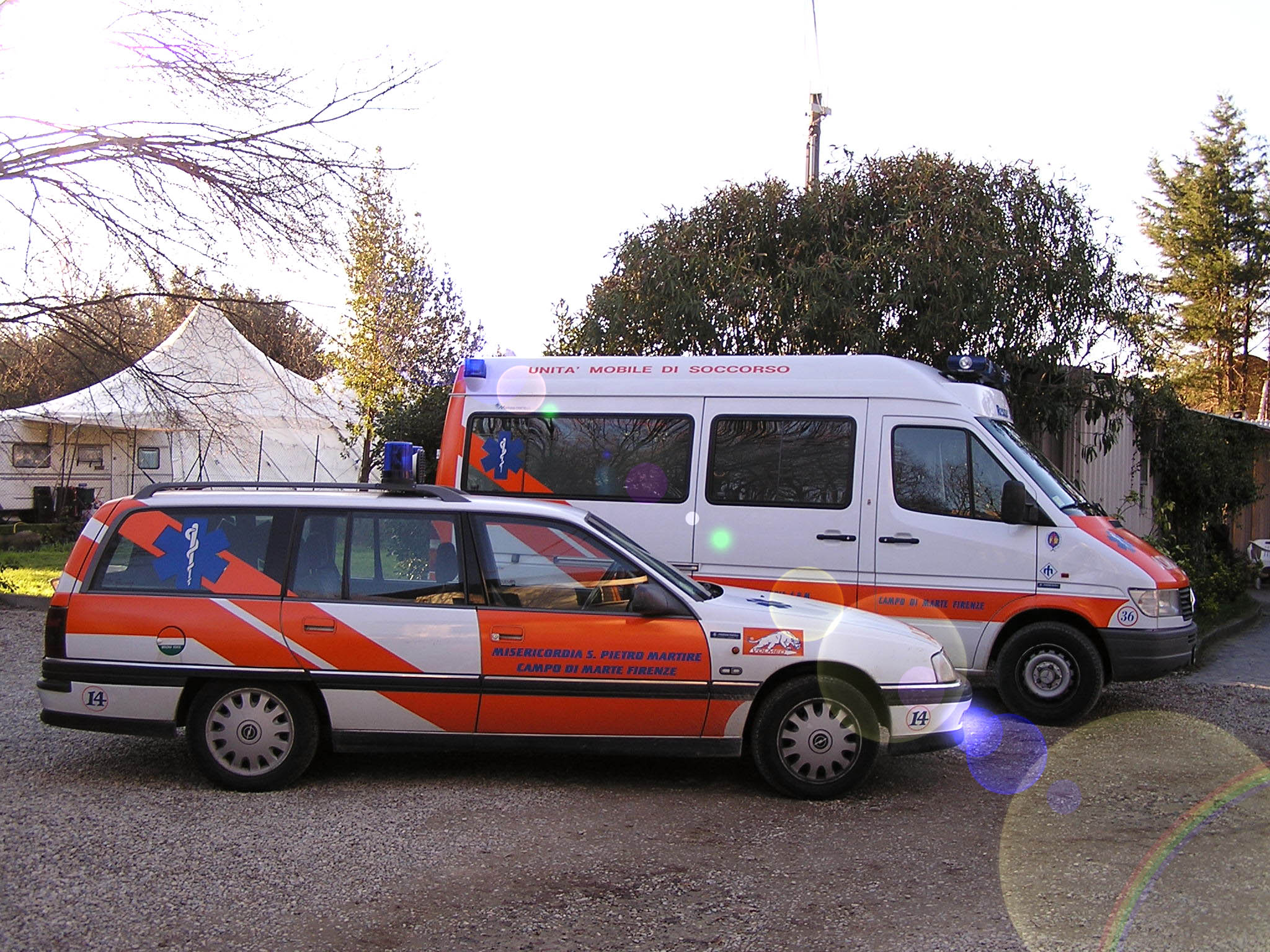
La VolMed assieme ad uno dei mezzi per l'emergenza giornaliera
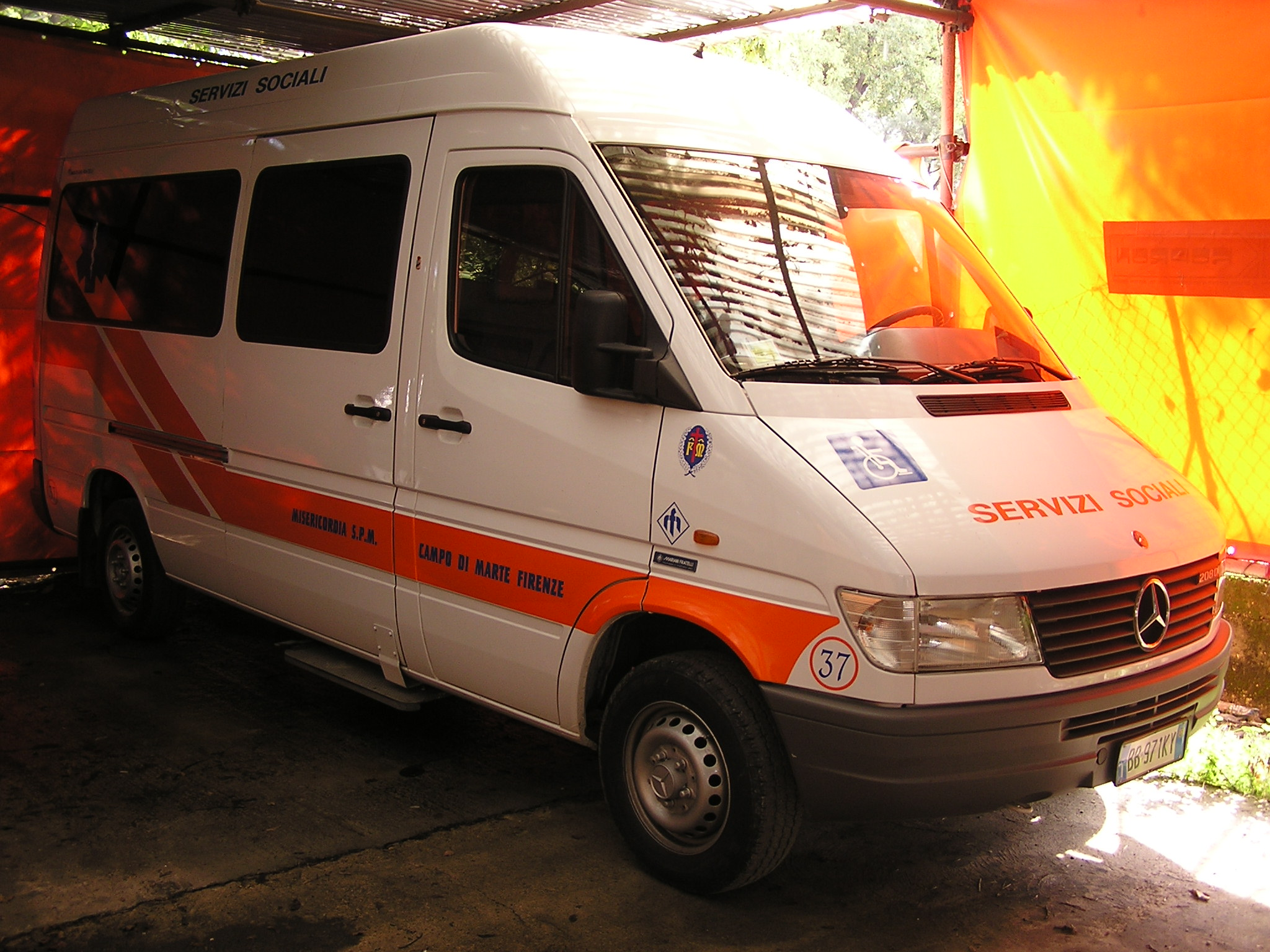
Un automezzo per servizi sociali